# Милли Джексон
Ми́лдред Вирджи́ния Дже́ксон (Millie Jackson; родилась 15 июля 1944 г.) — американская исполнительница в стиле R&B и соул. Начав свою карьеру в начале 1960-х годов, три альбома Джексон были сертифицированы RIAA золотыми за более чем 500 000 проданных копий. Песни Джексон часто включают длинные разговорные части, иногда юмористические, иногда откровенно сексуальные. Она записывала песни в стиле R&B, диско или танцевальной музыки, а иногда и в стиле кантри.

Иногда Джексон называли «матерью хип-хопа» или самого рэпа. Это больше связано с длинными разговорами во многих её песнях, чем с настоящим рэпом. Согласно сайту-каталогу WhoSampled.com, её песни появились в 189 семплах, 51 кавере и шести ремиксах.
"Поскольку ей всегда нравилось писать стихи, в начале 70-х Джексон начала создавать такие синглы в стиле протор-рэп в стиле R&B, как откровенная «A Child of God» («It’s Hard to Believe»).

## Ранние годы
Джексон родилась в Томсоне, штат Джорджия, в семье издольщика. Её мать умерла, когда она была ребёнком, и впоследствии она и её отец переехали в район Нью-Йорка и поселились в Ньюарке, штат Нью-Джерси. К тому времени, когда Джексон была подростком, она переехала в Нью-Йорк, чтобы жить с тётей, которая проживала в Бруклине. Время от времени она находила работу моделью для таких журналов, как JIVE и Sepia.

В 1964 году Джексон выступала в одном из клубов Нью-Йорка. Впоследствии после этого она появилась в «цепочке однодневок». Её выступление состояло в основном из разговоров и произнесённых слов, но её шутки на сцене стали центром её сценического выступления. Эта шуточная манера возникла из-за того, что она не знала, что делать перед толпой.
«Я просто разговаривала со зрителями, потому что нервничала», — сказала Джексон. "Затем мой лейбл (Spring) захотел записать это так, как будто я делаю это вживую. Он был длиннее трёхминутного сингла, но не на всю сторону альбома, поэтому я сказала: «Нам нужно, чтобы эта история продолжалась».

## Карьера
Сообщается, что карьера Джексон началась в 1964 году, когда она осмелилась принять участие в конкурсе талантов в гарлемском ночном клубе Smalls Paradise, который она выиграла. Хотя она впервые записывалась для MGM Records в 1970 году, вскоре она ушла и начала долгое сотрудничество с нью-йоркской Spring Records. Работая с штатным продюсером лейбла Рэйфордом Джеральдом, её первым синглом, попавшим в чарты, стал хит 1971 года с обманчивым названием «A Child of God (It’s Hard to Believe)», который достиг 22-го места в чарте R&B. В 1972 году Джексон выпустила свой первый сингл в десятке лучших в стиле R&B с последующим «Ask Me What You Want», который также попал в топ-30 поп-музыки, затем «My Man, A Sweet Man» достиг 7-го места в R&B; и № 50 в британском чарте синглов; все три песни были написаны в соавторстве с Джексон. «My Man, A Sweet Man» состоит из северного соула, как и её запись 1976 года «A House for Sale». В следующем году её третий хит в десятке лучших R&B в США «It Hurts So Good» занял 3-е место в чарте R&B и 24-е место в поп-чарте Billboard Hot 100 США. Сингл вошёл в одноимённый альбом и в фильме «Клеопатра Джонс».
В 1974 году она выпустила альбом «Caught Up», который представил её новаторский стиль непристойных произнесённых слов. Показанным релизом была её версия книги Лютера Инграма, разошедшаяся миллионным тиражом, «If Loving You Is Wrong» («I Don’t Want to Be Right»), за которую она получила две номинации на Грэмми. В дальнейшем, она переключила продюсеров на работу только с Брэдом Шапиро, который был связан с «Это так больно» и «Любовный доктор». Работая в Muscle Shoals Studio в Алабаме с известной ритм-секцией Muscle Shoals, она продолжала записывать там большую часть своего материала для Spring, включая следующий альбом Still Caught Up. В течение следующих десяти лет, у Джексон была серия успешных альбомов и множество записей в чартах R&B, самой крупной из которых была её версия кантри-хита Мерла Хаггарда 1977 года «If We’re Not Back in Love By Monday». За этим синглом последовали многие другие, в том числе её версия песни Boney M., диско-сингл «Never Change Lovers in the Middle of The Night». Этот сингл занял 33-е место в чарте Billboard R&B в 1979 году.
В 1979 году Джексон записала альбом с Исааком Хейсом под названием Royal Rappin’s, и в том же году она выпустила двойной альбом Live and Uncensored, записанный на концерте в Лос-Анджелесе, The Roxy и Live and Outrageous в Атланте. Mr. V’s Figure8. Джексон также сформировал и продюсировал группу Facts of Life. В 1976 году у них был главный хит " Sometimes " (№ 3 в стиле R&B, № 31 в поп-музыке). Джексон оказалась без лейбла, когда Spring закрылась в 1984 году, но в 1986 году она подписала контракт с Jive Records, в рамках которого было выпущено четыре альбома, что привело к появлению в десятке лучших хитов в стиле R&B с песней «Hot! Дикий! Без ограничений! Сумасшедшая любовь» и «Любовь — опасная игра». В 1985 году она появилась на треке Элтона Джона «Act of War», который вошёл в топ-40 хитов Великобритании, но не попал в чарты США. В 1991 году она написала, спродюсировала и сыграла главную роль в успешном гастрольном спектакле «Молодой мужчина, пожилая женщина», основанном на её одноимённом альбоме для Jive. 24 ноября 1994 года Джексон появился в эпизоде дня благодарения «Пир или голод Мартина» в роли Флорины. В 2000 году её голос прозвучал в «Am I Wrong» Этьена де Креси, взятом из её исполнения в «(If Loving You Is Wrong) I Don’t Want to Be Right».
Джексон часто появлялась в списках «худших когда-либо» за обложки своих альбомов. В ESP (Extra Sexual Persuasion) Джексон смотрит в хрустальный шар, подчёркивающий её декольте; Назад к дерьму! изображает Джексон, сидящей на унитазе.
Джексон, в дальнейшем, стала управлять собственным лейблом Weird Wrecuds. После длительного перерыва в записи она выпустила свой альбом 2001 года Not for Church Folk, который ознаменовал возвращение к её стилю с современным городским звучанием. В альбом вошли синглы «Butt-A-Cize» и «Leave Me Alone». В альбоме также представлена совместная работа с рэпером Da Brat над песней «In My Life». Джексон в течение 13 лет вела собственное радиошоу в Далласе, штат Техас. Вещая через удалённый доступ из своего дома в Атланте, штат Джорджия, Джексон работала во второй половине дня с 15:00 до 18:00 по KKDA в 7:30 утра до 6 января 2012 года.
В 2006 году пять самых продаваемых альбомов Джексон — Millie Jackson (1972), It Hurts So Good (1973), Caught Up (1974), Still Caught Up (1975) и Feelin 'Bitchy (1977) — были подвергнуты цифровому ремастерингу и выпущены на CD с бонус-треками. Все альбомы Джексона эпохи Spring Records доступны на Ace Records в Великобритании. An Imitation of Love был переиздан на компакт-диске в 2013 году лейблом Funkytowngrooves в обновлённом расширенном издании. Другие альбомы, выпущенные на лейблах Jive и Ichiban, по-прежнему не издаются, хотя некоторые из этих песен появляются на компакт-дисках-сборниках. 6 февраля 2012 года документальный фильм Unsung — The Story of Mildred «Millie» Jackson был показан в сети TV One. Джексон выступал в историческом театре Ховарда в Вашингтоне, округ Колумбия, 3 августа 2012 года и в блюз-клубе BB King’s в Нью-Йорке 4 августа 2012 года. 6 июня 2015 года Джексон был занесён в Официальный Зал славы ритм-н-блюзовой музыки в Кларксдейле, штат Миссисипи.

## Личная жизнь
У Джексона двое детей: Кейша Джексон, также певица (1965 г.р.) и сын Джерролл Леверт Джексон (1976 или 1977 г.р.). Джексон был женат на Виктор Дэвис в течение восьми месяцев.
Джексон не имеет отношения к семье певцов и музыкантов Джексонов из Гэри, штат Индиана.

## Дискография

### Альбомы
| Year                                                                              | Album                              | Chart positions | Chart positions | Chart positions | Chart positions | Certification |
| Year                                                                              | Album                              | US              | US R&B          | AUS             | UK              | Certification |
| --------------------------------------------------------------------------------- | ---------------------------------- | --------------- | --------------- | --------------- | --------------- | ------------- |
| 1972                                                                              | Millie Jackson                     | 166             | —               | —               | —               |               |
| 1973                                                                              | It Hurts So Good                   | 175             | 13              | —               | —               |               |
| 1974                                                                              | I Got to Try It One Time           | —               | —               | —               | —               |               |
| 1974                                                                              | Caught Up                          | 21              | 4               | —               | —               | - RIAA: Gold  |
| 1975                                                                              | Still Caught Up                    | 112             | 27              | 96              | —               |               |
| 1976                                                                              | Free and in Love                   | —               | 17              | —               | —               |               |
| 1977                                                                              | Feelin' Bitchy                     | 34              | 4               | —               | —               | - RIAA: Gold  |
| 1977                                                                              | Lovingly Yours                     | 175             | 44              | —               | —               |               |
| 1978                                                                              | Get It Out’cha System              | 55              | 14              | —               | —               | - RIAA: Gold  |
| 1979                                                                              | A Moment’s Pleasure                | 144             | 47              | —               | —               |               |
| 1979                                                                              | Royal Rappin’s (with Isaac Hayes)  | 80              | 17              | —               | —               |               |
| 1979                                                                              | Live &amp; Uncensored              | 94              | 22              | —               | 81              |               |
| 1980                                                                              | For Men Only                       | 100             | 23              | —               | —               |               |
| 1980                                                                              | I Had to Say It                    | 137             | 25              | —               | —               |               |
| 1981                                                                              | Just a Lil' Bit Country            | 201             | 43              | —               | —               |               |
| 1982                                                                              | Hard Times                         | 201             | 29              | —               | —               |               |
| 1982                                                                              | Live and Outrageous                | 113             | 11              | —               | —               |               |
| 1983                                                                              | E.S.P. (Extra Sexual Persuasion)   | —               | 40              | —               | 59              |               |
| 1986                                                                              | An Imitation of Love               | 119             | 16              | —               | —               |               |
| 1988                                                                              | The Tide Is Turning                | —               | —               | —               | —               |               |
| 1989                                                                              | Back to the S**t!                  | —               | 79              | —               | —               |               |
| 1991                                                                              | Young Man, Older Woman             | —               | —               | —               | —               |               |
| 1993                                                                              | Young Man, Older Woman: Cast Album | —               | —               | —               | —               |               |
| 1994                                                                              | Rock N' Soul                       | —               | —               | —               | —               |               |
| 1995                                                                              | It’s Over                          | —               | —               | —               | —               |               |
| 1997                                                                              | The Sequel, It Ain’t Over          | —               | —               | —               | —               |               |
| 2001                                                                              | Not for Church Folk!               | —               | —               | —               | —               |               |
| 2014                                                                              | On the Soul Country Side           | —               | —               | —               | —               |               |
| «—» denotes a recording that did not chart or was not released in that territory. |                                    |                 |                 |                 |                 |               |

### Синглы
| Year                                                                              | Single                                              | Chart positions | Chart positions | Chart positions | Chart positions | Chart positions |
| Year                                                                              | Single                                              | US              | US R&B          | UK              |                 |                 |
| --------------------------------------------------------------------------------- | --------------------------------------------------- | --------------- | --------------- | --------------- | --------------- | --------------- |
| 1971                                                                              | «A Child of God»                                    | 102             | 22              | —               |                 |                 |
| 1972                                                                              | «Ask Me What You Want»                              | 27              | 4               | —               |                 |                 |
| 1972                                                                              | «My Man, a Sweet Man»                               | 42              | 7               | 50              |                 |                 |
| 1972                                                                              | «I Miss You Baby»                                   | 95              | 22              | —               |                 |                 |
| 1973                                                                              | «Breakaway»                                         | 110             | 16              | —               |                 |                 |
| 1973                                                                              | «It Hurts So Good»                                  | 24              | 3               | —               |                 |                 |
| 1974                                                                              | «I Got to Try It One Time»                          | —               | 21              | —               |                 |                 |
| 1974                                                                              | «How Do You Feel the Morning After»                 | 77              | 11              | —               |                 |                 |
| 1975                                                                              | «The Rap»                                           | —               | 42              | —               |                 |                 |
| 1975                                                                              | «(If Loving You Is Wrong) I Don’t Want to Be Right» | 42              | (flip)          | —               |                 |                 |
| 1975                                                                              | «I’m Through Trying to Prove My Love to You»        | —               | 58              | —               |                 |                 |
| 1975                                                                              | «Leftovers»                                         | 87              | 17              | —               |                 |                 |
| 1975                                                                              | «Loving Arms»                                       | —               | 45              | —               |                 |                 |
| 1976                                                                              | «Bad Risk»                                          | —               | 24              | —               |                 |                 |
| 1976                                                                              | «There You Are»                                     | —               | (flip)          | —               |                 |                 |
| 1976                                                                              | «Feel Like Making Love»                             | —               | 71              | —               |                 |                 |
| 1977                                                                              | «I Can’t Say Goodbye»                               | —               | 40              | —               |                 |                 |
| 1977                                                                              | «A Love of Your Own»                                | —               | 87              | —               |                 |                 |
| 1977                                                                              | «If You’re Not Back in Love By Monday»              | 43              | 5               | —               |                 |                 |
| 1978                                                                              | «All the Way Lover»                                 | 102             | 12              | —               |                 |                 |
| 1978                                                                              | «Sweet Music Man»                                   | —               | 33              | —               |                 |                 |
| 1978                                                                              | «Keep the Home Fires Burnin'»                       | —               | 83              | —               |                 |                 |
| 1979                                                                              | «Never Change Lovers in the Middle of the Night»    | —               | 33              | —               |                 |                 |
| 1979                                                                              | «A Moment’s Pleasure»                               | —               | 70              | —               |                 |                 |
| 1979                                                                              | «We Got to Hit It Off»                              | —               | 56              | —               |                 |                 |
| 1979                                                                              | «Do You Wanna Make Love» (with Isaac Hayes)         | —               | 30              | —               |                 |                 |
| 1980                                                                              | «Didn’t I Blow Your Mind»                           | —               | 49              | —               |                 |                 |
| 1980                                                                              | «You Never Cross My Mind» (with Isaac Hayes)        | —               | 78              | —               |                 |                 |
| 1980                                                                              | «Despair»                                           | —               | 61              | —               |                 |                 |
| 1980                                                                              | «This Is It (Part One)»                             | —               | 88              | —               |                 |                 |
| 1981                                                                              | «I Can’t Stop Loving You»                           | —               | 62              | —               |                 |                 |
| 1982                                                                              | «Special Occasion»                                  | —               | 51              | —               |                 |                 |
| 1983                                                                              | «I Feel Like Walking in the Rain»                   | —               | 58              | 55              |                 |                 |
| 1985                                                                              | «Act of War» (with Elton John)                      | —               | —               | 32              |                 |                 |
| 1986                                                                              | «Hot Wild Unrestricted Crazy Love»                  | —               | 9               | 99              |                 |                 |
| 1987                                                                              | «Love Is a Dangerous Game»                          | —               | 6               | 81              |                 |                 |
| 1987                                                                              | «An Imitation of Love»                              | —               | 58              | —               |                 |                 |
| 1987                                                                              | «It’s a Thang»                                      | —               | 79              | —               |                 |                 |
| 1987                                                                              | «Be Yourself» (with Whodini)                        | —               | 20              | —               |                 |                 |
| 1988                                                                              | «Something You Can Feel»                            | —               | 45              | —               |                 |                 |
| «—» denotes a recording that did not chart or was not released in that territory. |                                                     |                 |                 |                 |                 |                 |